# Carla Kriwet
Carla Kriwet (* 1. März 1971 in Essen) ist eine deutsche Managerin.

## Beruflicher Werdegang

### Ausbildung
1994 erlangte Kriwet ihr Diplom in Betriebswirtschaft an der Universität St. Gallen. Im Anschluss an ihr Studium und als Stipendiatin des Schweizer Nationalfonds für Begabtenförderung promovierte Kriwet 1997 zum Thema „Inter- and Intraorganisational Knowledge Transfer“ – ebenfalls an der Universität St. Gallen. Für ihre Dissertation absolvierte sie Forschungs- und Projektaufenthalte in Indien und Japan.

### Managerin und Aufsichtsrätin
Kriwet begann ihre Karriere bei ABB Daimler Benz-Transportation in New Delhi, Indien, bevor sie zur Boston Consulting Group (BCG) in Hamburg und London  wechselte, wo sie als Beraterin für Industrie, Tech, Healthcare und Corporate Finance Projekte arbeitete. Danach war sie bei der Linde-Gruppe zunächst als Head of Corporate Strategy and Strategic M&A, und danach als Head of Global Homecare und Head of Healthcare Europe in Wiesbaden und München tätig. Anschließend war Kriwet Vorstandsmitglied für Vertrieb und Marketing beim Drägerwerk in Lübeck.
2013 wechselte sie zu Philips, zunächst als CEO Philips DACH und ab 2015 CEO Patient Care & Monitoring Solutions. 2017 wurde Kriwet in den Vorstand von Royal Philips berufen. Sie war Executive Vice President und Vorsitzende Geschäftsführerin des Clusters Connected Care und war verantwortlich für die Leitung der Geschäftsgruppen und der digitalen Innovationen in den Bereichen Patient Monitoring and Analytics, Therapeutic Care, Sleep and Respiratory Care, Population Health Management und Connected Care Informatics. 2020 verließ sie Philips und wechselte als Vorsitzende der Geschäftsführung zu der BSH Hausgeräte.
Von Anfang Oktober bis 5. Dezember 2022 war Kriwet Vorstandsvorsitzende des Dialysekonzerns Fresenius Medical Care (FMC) sowie Mitglied des Vorstandes von Fresenius. Sie verließ FMC auf eigenen Wunsch aufgrund von unterschiedlichen Auffassungen zur Zukunft des Unternehmens.
Seit 2021 ist Kriwet Senior Advisor für EQT und im Advisory Board des Radiologie Unternehmens Evidia.
Seit 2005 ist Kriwet Mitglied des Aufsichtsrats von Save the Children Deutschland e.V. 
Von 2014 bis 2017 war sie Mitglied des Aufsichtsrats von Carl Zeiss Meditec AG, Jena und von 2017 bis 2021 von Carl Zeiss AG, Oberkochen.

## Privates
Carla Kriwet ist eine Tochter von Marianne und Heinz Kriwet. Ihr Vater war von 1991 bis 1996 Vorstandsvorsitzender des Stahlkonzerns Thyssen und von 1996 bis 2001 Aufsichtsratsvorsitzender der Thyssen Krupp AG.
Kriwet wuchs mit vier Geschwistern in Essen und Düsseldorf auf und schloss ihre Schulausbildung am Suitbertus-Gymnasium in Düsseldorf ab. Im Rahmen ihrer Schulbildung besuchte sie von 1987 bis 1988 außerdem die Kimball Union Academy in Meridan, USA. Nach dem Abitur am Suitbertus-Gymnasium ging Carla Kriwet ins afrikanische Burundi und arbeitete für SOS-Kinderdorf als Entwicklungshelferin.
Carla Kriwet ist Mitglied von YPO und BBUG (Baden Badener Unternehmensgespräche).
Carla Kriwet ist verheiratet mit Mathias Feuerstein und Mutter von drei Kindern.

## Auszeichnungen
2009 wurde Kriwet mit dem Manager-Nachwuchspreis „Karriere des Jahres“ ausgezeichnet. Sie ist damit die letzte Preisträgerin des von Junge Karriere und Handelsblatt initiierten Wettbewerbs.
Weitere Auszeichnungen:
- Menschen des Jahres, Handelsblatt, 2022
- Die 100 Top-Frauen der deutschen Wirtschaft – Manager Magazin, 2017[7], 2019, 2020, 2021, 2022
- Weibliche Führungskraft des Jahres, Kategorie: Unternehmensprodukte – Stevie Award, Women in Business, 2016
- Most Powerful Women in Healthcare IT – Health Data Management, 2016
- Stevie Business Award, 2016
- Philips CEO Award for Exceptional Leadership, 2015
- Swiss National Trust Scholarship for Extraordinary Talents Awards, 1995